# Jiří Böhm (herec)
Jiří Böhm (* 8. července 1987 Kraslice) je český divadelní, televizní a filmový herec nominovaný na Cenu divadelní kritiky.

## Život
Narodil se v Kraslicích, vyrůstal v Mariánských Lázních. V roce 2006 odmaturoval na tamním všeobecném gymnáziu. Během středoškolského studia se věnoval též soukromému studiu zpěvu. Po maturitě byl přijat na VŠE v Praze na obor Podniková ekonomika a management. V roce 2008 pak souběžně nastoupil na DAMU, kde vystudoval obor Herectví alternativního a loutkového divadla. Obor Podniková ekonomika a management ukončil v roce 2010 titulem Bc. V roce 2011 navázal magisterským studiem oboru Management a obě vysoké školy dokončil v roce 2013. V současné době se věnuje převážně umělecké tvorbě.
Po dvouletém angažmá (říjen 2013 – červen 2015) v Městském divadle Kladno odešel na volnou nohu. Spolupracoval nebo stále spolupracuje především s nezávislými divadelními pražskými soubory jako je Divadlo Letí, Tygr v Tísni, Pomezí, Vosto5, 3D Company nebo Komorní činohra. Hostoval také v divadle Semafor, ve Studiu Ypsilon, Jihočeském divadle v Českých Budějovicích nebo Divadle F. X. Šaldy v Liberci, kde ztvárnil titulní roli Benjamina Seidla v inscenaci Maria von Mayenburga Mučedník.
Za roli Václava Havla v inscenaci Olga (Horrory z Hrádečku) Divadla Letí byl v roce 2016 nominován na Talent roku v Cenách divadelní kritiky.
V televizi vystupuje jako jedna z vedlejších postav seriálu Ulice na TV Nova a dále jako jedna z hlavních postav edukativního seriálu ČT Bankovkovi.
Od roku 2017 do roku 2020 moderoval pořad Mozaika na stanici Český rozhlas Vltava.
Je také profesionálním speakerem.

## Divadlo (výběr)
- Divadlo Letí – Small Town Boy
- Divadlo Letí – Olga (Horrory z Hrádečku)
- Divadlo Letí – Bang
- Divadlo Letí – CampQ (imerzivní projekt)
- Divadlo Letí – Greta
- Tygr v tísni – Deník 1959–1974
- Tygr v tísni – Golem (imerzivní projekt)
- Tygr v tísni – 1913
- Komorní činohra – Busted Jesus Comix
- Komorní činohra – Dlouhá vánoční cesta domů
- Komorní činohra – Neslušní
- Pomezí – Dům v jabloních (imerzivní projekt)
- Pomezí – My se neznáme (interaktivní městská inscenace)
- Vosto5 – Pérák. Na jméně nezáleží. Rozhodují činy!
- 3D Company – Čechov vs Tolstoj aneb Manželská zkouška
- Divadlo F.X.Šaldy v Liberci – Mučedník
- Městské divadlo Kladno – Vražda na Nilu
- Městské divadlo Kladno – Marie Antoinetta
- Městské divadlo Kladno – Jentl
- Městské divadlo Kladno – Eva tropí hlouposti
- Studio dva - Smiley

## Film a TV (výběr)
- Ulice – Robin Havelka
- Bankovkovi – František
- Das Boot II
- World on Fire
- Specialisté
- Inspektor Max
- Kevin Alone
- Reklamní spoty DATART
- 1. mise (2021) – por. MUDr. František „Fanda“ Dobeš
- Ordinace v růžové zahradě 2 (2022) – Ondřej Berkovec
- Zalez do spacáku (2024) - Vlastík